# Niccolò Machiavelli
Niccolò Machiavelli [makjaveli] (3. května 1469 – 21. června 1527, Florencie) byl italský politik, filozof, diplomat, spisovatel, historik, vojenský teoretik a polyhistor žijící v období renesance. Často je označován za zakladatele politologie. Ve svých spisech formuloval politicko-mocenský ideál a prostředky k vytvoření silného, jednotného státu v čele s osvíceným vladařem.

## Život
Pocházel z notářské, ne příliš zámožné florentské rodiny. Jeho otec Bernardo byl právníkem, se svou ženou Bartolomeou měl kromě Niccola ještě syna Totta a dcery Primaveru a Ginevru. Niccolovi se dostalo humanitního vzdělání a jeho myšlení formovala díla antických klasiků, především Aristotela, Cicerona a Tita Livia.
Roku 1498, po pádu Savonarolova režimu, byl Machiavelli 19. června jmenován do funkce kancléře florentské republiky. Dalších třináct let vedl druhou kancelář sekretariátu, která se zabývala správou zahraničněpolitických a vojenských záležitostí. Jako skvělý diplomat a schopný úředník se zúčastnil mnoha jednání i zahraničních misí. Machiavelli byl čtyřikrát ve Francii, ve Švýcarsku a v Německu, plnil poslání i k papežskému dvoru Julia II. a byl jmenován komisařem pro válku proti Pise. Při těchto příležitostech pořizoval podrobné záznamy z jednání a zpracoval řadu dokumentů obsahujících analýzy politické situace v příslušných zemích jako Zpráva o německých záležitostech (Rapporto delle cose della Magna, 1508) nebo Popis německých záležitostí (Ritratto delle cose della Magna, 1508). Byly také podkladem pro jeho pozdější díla.
V roce 1500 se stal poprvé otcem a rok poté se oženil s Mariettou, dcerou Bartolomea Corsiniho. Ta Niccolovi porodila nakonec šest dětí a podle manželových dopisů k ní Niccolò nikdy neztratil náklonnost, ačkoliv jí byl mnohokrát nevěrný.
Po politickém převratu se v roce 1512 do Florencie vrátili Medicejové. Ti v roce 1513 dali Machiavelliho kvůli podezření ze spiknutí proti nim zatknout, vyslýchat a mučit. Byl zbaven všech funkcí a odsouzen k vyhnanství za hradby města, s tím, že nesmí opustit území Florencie. Machiavelli žil s rodinou ve své vile v Albergaccio u San Cascania, kde se věnoval studiu literatury a vlastní literární činnosti. V období, kdy žil v politické nemilosti, napsal svá nejvýznamnější díla: Vladař (Il Principe) a Rozpravy nad prvními deseti knihami Tita Livia (I Discorsi sopra la prima deca di Tito Livio). Občas zajížděl do Florencie na schůzky s mladými politiky a literáty. V tomto období napsal také komedii Mandragora (Mandragola), novely Arciďábel Belfagor (Belfagor Arcidiavolo) a Zlatý osel (L’asino d’oro).
Machiavelli se snažil získat přízeň Medicejských a v roce 1520 byl skutečně omilostněn. Po návratu do Florencie se stal jejich oficiálním dějepiscem a byl pověřen, aby napsal Florentské dějiny (Istorie Fiorentine). Na osmidílném vědeckém díle pracoval v letech 1520 až 1525. Roku 1521 dokončil spis Rozhovory o umění válečném (Dialoghi dell’arte della guerra).
Na sklonku jeho života nabídli Medicejští Machiavellimu roku 1526, aby řídil novou stavbu městského opevnění. V roce 1527 však vláda Medicejských padla a nová republikánská garnitura zbavila Machiavelliho úřadu. Machiavelli se ještě pokusil znovu získat místo sekretáře, neuspěl však. Po tomto odmítnutí těžce onemocněl, patrně na žaludeční vředy, a v roce 1527 duševně zlomen zemřel. Pohřben je ve florentském chrámu Santa Croce, stejně jako například Galileo Galilei.

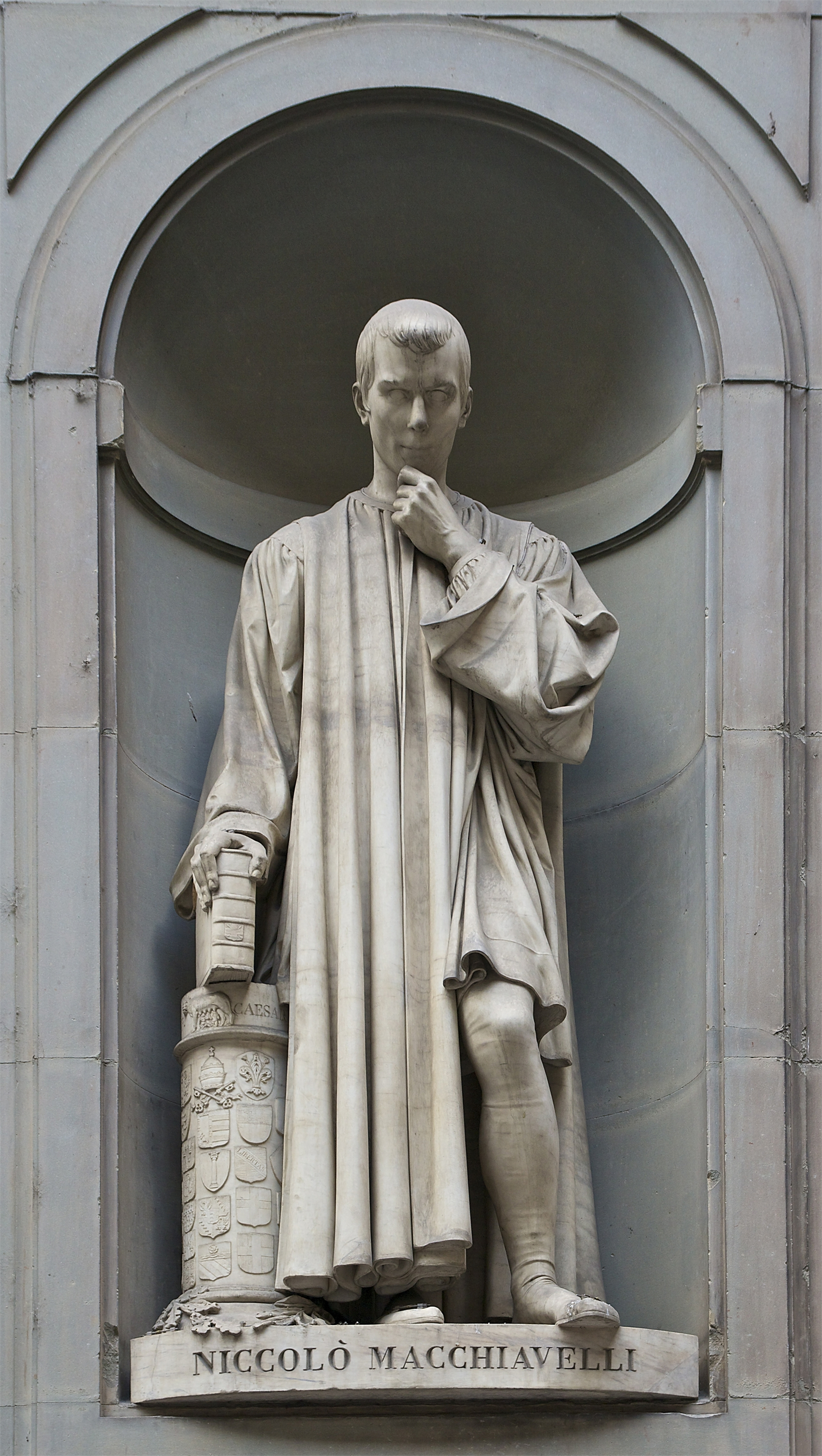
Niccolò Machiavelli

## Politická filozofie a pojetí člověka
K novému originálnímu zkoumání politického fenoménu, k pokusu o novou politickou filozofii, vedlo Machiavelliho právě jeho vyřazení z politického života. Kdyby zůstal v politickém dění, velmi pravděpodobně by nebyl měl odvahu být tak bezohledně kritický k politice. Podle Machiavelliho je politika umění, jak zacházet s mocí, aby se dosáhlo úspěchu. Moc ve skutečnosti nemá žádné teologické ani etické zdůvodnění. Aby vládnoucí zvítězili, musí být bezohlední. Politická věda se má tedy zabývat tím, co je, a nikoli tím, co by mělo být. To je nová politická filozofie, zcela oddělující politiku od etiky. Dále je pro Machiavelliho úvahy typické, že vychází z přesvědčení, že i když se časy mění, lidé zůstávají v podstatě stejní. Nepřijímá tedy myšlenku o zdokonalování lidstva a člověka. Od lidí se podle Machiavelliho dá očekávat spíš zlo; k dobrému musí být vedeni nebo i donucováni. Přesto ve svém dílu Vladař vkládá do lidí jistou důvěru.

## Učení o ctnosti
S pojmem ctnost (virtù) se pracovalo už v antice. Machiavelli však její pojetí zcela mění – souhlasí sice, že se jedná o soubor vlastností, které umožňují vladaři získat na svou stranu Štěstěnu a tím získat slávu, nespojuje ji ale s konkrétními vlastnostmi. Jejím určujícím rysem je ochota udělat, co diktuje nutnost – ať je to čin ničemný nebo ctnostný. Virtù tedy označuje požadovanou vlastnost mravní pružnosti vladaře. Mít virtù tedy znamená být ochoten udělat všechno, co je nutné pro dosažení slávy a velikosti obce, ať jsou to činy samy o sobě dobré nebo zlé. Chce-li vládce dosáhnout nejvyšších cílů, nemá se tedy pokoušet jednat v první řadě mravně. Virtù má původ v dobré výchově, která má zase původ v dobrých zákonech. Naopak s virtù se neslučuje např. bohatství, rozvoj technických zbraní (občané mají mít vlastní branné schopnosti) a rozvoji vědy. Právě rozvoj vědy má bránit lidstvu vrátit se do svého původního stavu, který měl znamenat návrat k ctnosti. Tímto návratem Machiavelli chápal především návrat k původnímu městskému státu.

## Vztah ke křesťanství
Machiavelliho názor na víru se projevuje i v hodnocení náboženství. Negativní přístup má ke křesťanství s výjimkou těch jeho forem, které hlásají návrat k chudobě. Křesťanství podle něj oslabilo antickou představu o státu, zničilo víru, jež se vyvinula především v době republikánského Říma, a víru ve velikost ducha. Jako změkčilé náboženství odnaučilo lidi statečnosti a ctnosti, úmyslně odvádělo pozornost lidí od záležitostí tohoto světa. Instituci církve podroboval přísné kritice. Tvrdil, že způsobila morální zkázu Itálie a její hodnostáři upřednostňují své osobní zájmy na úkor svých základních povinností. Místo politické morálky, jež hlásala statečnost, zavedli morálku útrpnosti. S tím, jak lidé přestali mít zájem o politiku, došlo k zavedení zločineckých forem vlády.[zdroj?]

## Dílo

### Seznam děl
- Discorso fatto al magistrato de' Dieci sopra le cose di Pisa, (1499)
- Parole da dirle sopra la provvisione del danaio, (1503)
- Descrizione del modo tenuto dal Duca Valentino nello ammazzare Vitellozzo Vitelli, Oliverotto da Fermo, il Signor Pagolo e il duca di Gravina Orsini, (1503)
- Ritratto delle cose di Francia (1510)
- Ritratto delle cose della Magna (1512)
- Il Principe (1513, vydáno 1532) = Vladař
- Discorsi sopra la prima deca di Tito Livio, (1513–1519) = Rozpravy nad prvními deseti knihami Tita Livia
- Dell'arte della guerra, (1516–1520) = O umění válečném
- La vita di Castruccio Castracani da Lucca, (1520) = Život Castruccia Castracaniho z Lukky
- Istorie Fiorentine, (1520–1525), vydáno 1532) = Florentské letopisy
- Decennali
- komedie La mandragola, (1513) = Mandragora (1520)
- novela Belfagor arcidiavolo (1519) = Belfagor
- Epistolario (1497–1527) – korespondence (poprvé vydáno až 1883)
- L'asino
- Andria, přepracování překladu Terenciovy Andrie
- Clizia, (1525)

#### České překlady
- MACHIAVELLI, Niccolò. Vladař. Život Castruccia Castracaniho z Lukky Praha : Odeon, 1969.
- MACHIAVELLI, Niccolò. Vladař. Praha : Argo, 2001.
- MACHIAVELLI, Niccolò. Rozpravy o prvních deseti knihách Tita Livia. Praha : Argo, 2001.

### Vladař
Tento útlý spis obsahující 26 krátkých kapitol vyšel poprvé v roce 1532 až po smrti Machiavelliho, ačkoliv jej začal psát už v roce 1513 po vykázání z Florencie. Autor dílo v úvodu věnuje Lorenzovi Medicejskému. Jedná se o klíčové dílo, které obsahuje politické úvahy odhalující a popisující mechanismy fungování moci a definují zásady Pragmatické politiky zaměřené na řešení konkrétních problémů doby a státu. Autor touží po jednotném státu, který by byl spravován moudrým vládcem, který by neměl váhat použít jakékoli prostředky, aby zajistil blaho země. Vychází z myšlenky, že by člověk měl spoléhat pouze na své síly.
Recepce Machiavelliho a úsudky o jeho politické filozofii byly po vydání Vladaře velmi protichůdné. Papež v roce 1532 povolil vydat Machiavelliho spisy, ale o dvacet sedm let později se Vladař ocitl na Indexu zakázaných knih. Jezuité i protestanti psali proti Machiavellimu a snažili se vyvrátit jeho politickou filozofii v základě. Vycházeli z něho však první teoretikové absolutismu, zvláště pak Thomas Hobbes. Také osvícenci ve Francii v Niccolovi spatřovali republikána. Charles Montesquieu byl dokonce podezříván, že od něho opsal řadu myšlenek. Ve Vladaři Machiavelli vůbec poprvé použil pojem stát (stato). Do té doby se ho neužívalo. Říkalo se politeia, res publica, civitas, regnum, imperium.

#### Dělení panství
V úvodní kapitole začíná vyčleněním pojmu „panství“ a uvádí, že všechna panství jsou buď republiky, nebo suverénní vladařství. Dále předkládá, že všechna vladařství jsou buď dědičná, nebo nová, ve kterých rozlišuje „celá nová“ od těch, která jsou přičleněna k dědičnému státu. Oněm „celým novým“ se věnuje i v 6. kapitole. V tomto místě zároveň uvede snad nejdůležitější antitezi v celé své politické teorii – prohlašuje, že nová vladařství se získávají vlastními zbraněmi a schopnostmi (virtù), nebo cizími zbraněmi a štěstím. Druhý případ je častější, a panovník se zde neobejde bez odborného poradce.

#### Ideální vojsko
Základem státu jsou podle Machiavelliho dobré zákony a dobré vojsko (přičemž vojsko zákony svou důležitostí převyšuje). Vojska jsou v základu dvojího typu: námezdní žoldnéři a branné vojsko z vlastních poddaných a vojsko smíšené. V Itálii se téměř všeobecně používal žoldnéřský systém, který Machiavelli kritizuje; takové vojsko je podle něj nákladné, nespolehlivé a podplatitelné. Použití žoldnéřů přímo nezavrhuje, pokud je v dané chvíli nutné jej použít, ale z dlouhodobého hlediska považuje za výhodnější a rozumnější budovat vojsko právě z vlastních poddaných.

#### Vlastnosti vladaře
Úspěšný vladař musí mít nejen spolehlivou armádu, ale také pěstovat správné vlastnosti vladaře a vůdce. Sem spadá určitá míra štěstí. Panovníkova virtù pomáhá k tomu, aby Štěstěna stála na jeho straně. Toto jsou tedy podmínky, které vedou k vladařově slávě.

#### Nutnosti státu
Svobodu považuje Machiavelli za základní předpoklad velikosti státu (tento názor vyslovuje i v Rozpravách). Aby se stát mohl hospodářsky rozvíjet, je oproti tomu nutné zajistit právní bezpečnost – když si lidé budou moc být svým majetkem jisti, rádi ho budou znásobovat. Panovník musí zajistit ochranu majetku a žen poddaných nejen před jinými poddanými, ale ani sám si na ně nesmí činit nárok.

### Rozpravy nad prvními deseti knihami Tita Livia
Rozpravy jsou oproti Vladaři obsáhlé dílo o státech a vládách. Nevznikly jako dílo určené veřejnosti, nýbrž jako spis, v němž se Machiavelli sám vyrovnává s mnoha historickopolitickými problémy, tedy jako dílo, které bylo určeno především pro jeho osobní potřebu.

#### Vojenství a politika
Machiavelli zdůrazňuje vztah vojenských řádů k politice (tj. závislost těchto řádů na politice). Aby si stát uchoval politickou vůli, musí v něm fungovat řádný vojenský systém. K jeho ustavení zase slouží ctnost (virtù). Válečné umění však nemá být dědičné; i řemeslníci by měli ve válce bojovat, po jejím skončení by se však všichni měli navrátit ke svému původnímu povolání.

#### Ideál vládní moci
Machiavelli odsuzuje diktaturu a staví se proti neomezené královské moci (ta je přípustná jen ve válečném stavu). Za nejlepší formu považuje republiku, ve které nikdo nezíská přílišnou moc. Tři „čisté“ ústavní formy – monarchie, aristokracie, demokracie – jsou podle něj bytostně nestálé a cyklicky směřují ke zkáze a rozkladu. Nestálé rysy čistých forem se tedy musí korigovat a silné stránky spojit pomocí smíšené ústavy.

#### Typologie městských států
Machiavelli rozeznává tři druhy států, přičemž za nejlepší považuje onen, v němž byla zachována vnitřní jednota, v němž nedošlo k zásadnímu rozporu mezi bohatými a chudými, v němž hegemonii podržely střední vrstvy. Podle především tohoto kritéria rozeznává:
a) města německá, b) města toskánská, c) Benátky.
a) Města německá: Machiavelli je hodnotí velice pozitivně, zdůrazňuje jejich prostotu a nezkaženost, kterou staví do protikladu s rozmařilostí Itálie. Vidí v nich ztělesněnu především vládu středního měšťanstva.
b) Města toskánská: Spadá sem i Florencie, kterou Machiavelli hodnotí různě v závislosti na různých historických obdobích. Za nejlepší považuje dobu, kdy se ve Florencii plně dostala k moci vláda popolo (řemeslnicko-obchodnická složka obyvatelstva). Jen ta má být schopná zaručit zákony.
c) Benátky: Machiavelli kritizoval její ústavu, ve které spatřoval prostředek zaměřený proti široké vládě lidu. Dále vytýká benátské ústavě též neschopnost plně rozvinout vojenské akce. V benátské ústavě viděl především typ ústavy městského státu, nikoli tedy ústavu, jež by se přibližovala feudálnímu vzoru.